# 이영훈 (목회자)
이영훈(李永勳)은 대한민국의 종교인으로 기독교대한하나님의성회 여의도 순복음교회의 담임목사이다. 2008년 조용기 목사에 이어 제2대 담임목회자이다.

### 학력 및 학위
- 연세대학교 (신학 / Th.B)
- 한세대학교 (신학 / Th.B)
- 연세대학교 연합신학대학원 (신학 / Th.M)
- 미국 웨스트민스터 신학교 (신학 석사 수료)
- 미국 템플대학교 대학원 (신학 / M.A)
- 미국 템플대학교 대학원 (신학 / Ph.D)

## 집회인도
- 2018년 1월 15일 마틴 루터 킹 목사 서거 50주년 기념예배 축사
- 2018년 3월 11일 하와이 그리스도연합감리교회 초교파 특별성회
- 2018년 3월 13일 하와이 한미 지도자 조찬 기도회
- 2018년 6월 7일 이스라엘 독립 70주년 기념 국가조찬기도회[1]
- 2019년 6월 17일 제51회 대한민국국가조찬기도회 설교자로 선정
- 2023년 6월 13일 빌리그래함 전도대회 50주년 기념대회

## 경력
- 한국기독교총연합회 대표회장(2014년~2017-6-30)
- 한국기독교교회협의회(NCCK) 회장
- 여의도 순복음교회 당회장,담임목사 (2008.5~)
- 미국 워싱턴순복음제일교회 담임
- 일본 순복음동경교회 담임
- 한세대학교 교수 및 기획실장, 신학연구소장
- 한국기독교교회협의회(NCCK) 신학 위원장
- 미국 베데스다 대학교 총장
- 여의도순복음교회 교무담당 부목사
- 미국 LA 나성순복음교회 담임
- 현 한국교회희망봉사단 공동단장
- 현 기독교대한 하나님의 성회 총회장
- 현 순복음선교회 이사장
- 현 국민문화재단 이사
- 현 국제구호개발 NGO 굿피플 이사장

## 저서
- 이영훈 목사 목회의 길 40년 기념총서 1~10 전10권 박스본
- 신앙을 이해하다 - 우리는 모두 행복한 존재로 지음 받았습니다 2022년 (이영훈 목사)
- 오직 성령으로 Only by the Holy Spirit - 성령 안에 거하며 성령의 열매로 복음을 증거하라 2022년 (이영훈 목사)
- 용서의 위대한 힘 The Great Power of Forgiveness 2022년 (이영훈 목사)
- 나 야훼는 중심을 보느니라 - 사무엘서 강해 2 2022년 (이영훈 목사)
- 오직 기도로 - Only by Prayer 예수님처럼 기도하며, 하나님의 놀라운 역사를 경험하라 2022년 (이영훈 목사)
- 야훼께서 여기까지 우리를 도우셨다  -서울말씀사. 2020-11-16 (이영훈 목사)
- 내가 거기서 너희를 만나리라(출애굽기강해3) -서울말씀사. (이영훈 목사)
- 영원한 감사(영한대역 설교집 제8권) -서울말씀사- 2017-01-20 (이영훈 목사)
- 하나님께서 인정하시는 믿음(영한대역 설교집 제3권) -서울말씀사- 2013-10-04 (이영훈 목사)
- 오직 그리스도께서 사시는 것이라(갈라디아서강해) -서울말씀사- (이영훈 목사)
- 치료하는 광선을 비추리니 -교회성장연구소- 2017-09-21 (이영훈 목사)
- 변화된 신분 변화된 삶 -교회성장연구소- 2017-04-19 (이영훈 목사)
- 꿈과 희망을 노래하라(영한대역 설교집 제9권) -서울말씀사- (이영훈 목사)
- 하나님이 그들을 기억하셨더라(출애굽기강해1) (이영훈 목사)
- 행함이 있는 믿음 (교회성장연구소) 2019-01-02 (이영훈  목사)
- 야훼께서 너희를 위해 싸우시리니(출애굽기강해2) 서울말씀사 (이영훈 목사)
- 모든 일을 사랑으로 행하라(수정증보판 | 양장본) 교회성장연구소 2017-12-04 (이영훈 목사)
- 그 중의 제일은 사랑이라(영한대역 설교집 제10권) -서울말씀사- 2018-02-26 (이영훈 목사)
- 네 이름이 무엇이냐(창세기강해3) -서울말씀사-  2017-01-17  (이영훈 목사)
- 네 눈물을 보았노라(영한대역 설교집 제7권) -서울말씀사- 2016-05-18 (이영훈 목사)
- 하나님의 영광의 때(영한대역 설교집 제6권) -서울말씀사- 2016-01-02 (이영훈 목사)
- 구역 예배 공과 - 성령이 이끄는 삶1  -서울말씀사- 2015-06-26 (이영훈 목사)
- 성령의 시대(영한대역 설교집 제5권) -서울말씀사-  2015-05-26  (이영훈 목사)
- 성령님과 함께 신앙계 -신앙계-
- 십자가의 은혜(영한대역 설교집 제4권) -서울말씀사-  2014-12-15 (이영훈 목사)
- 서로 사랑하라 -서울말씀사- 2014-03-25  (이영훈  목사)
- 치료자 예수 그리스도(영한대역 설교집 제2권) -서울말씀사- 2013-04-30 (이영훈 목사)
- 나는 선한 목자라 -서울말씀사- 2013-09-10  (이영훈  목사)
- 영원히 목마르지 아니하리라 -2013-05-20 (이영훈  목사)
- 말씀이 육신이 되어 -2013-01-22 (이영훈  목사)
- 하나님의 말씀3 - 서울말씀사 -2011-08-26 (이영훈  목사)
- 하나님의 말씀2 - 성경학교교재 2011-08-26 (이영훈  목사)
- 하나님의 말씀1 - 성경학교교재 -서울말씀사- 2011-08-26 (이영훈  목사)
- 영광의 소망 예수 그리스도 -서울말씀사- 2010-04-30 (이영훈  목사)
- 끝나지 않은 복음의 열정 -서울말씀사- 2012-08-29 (이영훈  목사)
- 돌을 내려 놓으라(영한대역 설교집 1권) -서울말씀사- 2012-05-25  (이영훈  목사)
- 영적 성장의 길  -서울말씀사-  2012-03-07  (이영훈  목사)
- 위대한 여정의 시작 - 서울말씀사-  2011-09-30 (이영훈  목사)
- 열방을 향한 하나님의 마음 -서울말씀사- 2011-06-24  (이영훈 목사)
- 복음의 지경을 넓히시는 성령님 - 서울말씀사- 2011-03-31 (이영훈  목사)
- 내 안에 그리스도께서 사시는 것이라 - 서울말씀사- 2011-02-01  (이영훈  목사)
- 든든히 서 가는 교회 -서울말씀사- 2011-01-05 (이영훈  목사)
- 성령이 너희에게 임하시면 -서울말씀사- 2010-09-03  (이영훈 목사)
- 그 중의 제일은 사랑이라(영한대역 설교집 제10권)  (이영훈  목사)
- 모든 일을 사랑으로 행하라 (양장본-한정판-) (이영훈  목사)

## 같이 보기
- 한국의 기독교